# Malé Zálužie
Malé Zálužie, do roku 1948 Ujlaček (maďarsky Újlacska) je obec na Slovensku v okrese Nitra. První písemná zmínka pochází z roku 1390.
Obec se nachází v severní části okresu Nitra. Obcí prochází silnice spojující Nitru a Piešťany. Leží v západní části Nitranské pahorkatiny; na obou březích říčky Radošinka, a to v její střední části. Na severozápadě se nad Radošinou nachází Považský Inovec, jihovýchodně pohoří Tribeč se Zoborem. Půda je úrodná a daří se zde všem zemědělským plodinám. V obci je rozšířen chov včel a výroba kvalitního medu.